# Westmoreland Parish
Westmoreland Parish är en parish i Jamaica. Den ligger i den västra delen av landet, 150 km väster om huvudstaden Kingston. Antalet invånare är 141 393. Arean är 807 kvadratkilometer. Parish of Westmoreland ligger på ön Jamaica.
Terrängen i Parish of Westmoreland är kuperad åt nordost, men västerut är den platt.
Följande samhällen finns i Parish of Westmoreland:
- Savanna-la-Mar
- Bethel Town
- Negril
- Bluefields
- Petersfield
- Darliston
- Frome